# Hermann Friedberg
Hermann Friedberg (Olesno, 5 luglio 1817 – Breslavia, 2 marzo 1884) è stato un medico tedesco.

## Biografia
Studiò nelle università di Berlino, Vienna, Praga, Parigi e Breslavia, conseguendo il dottorato in medicina nel 1840. Dal 1849 al 1852 fu assistente presso l'ospedale chirurgico dell'Università di Berlino, e nel 1852 fu ammesso come privatdozent in chirurgia e farmacologia alla facoltà di medicina dell'Università di Berlino, conducendo allo stesso tempo un ospedale privato per il trattamento di malattie chirurgiche e oftalmologiche. Nel 1866 fu nominato professore di farmacologia presso l'Università di Breslavia, dove morì in seguito.
Si ritiene che Friedberg abbia scritto la prima descrizione della sindrome CLOVES.

## Opere
Contributi:
- Handbuch des Oeffentlichen Sanitätswesens
- Vierteljahresschrift für Gerichtliche Medizin und Oeffentliches Sanitätswesen
- Virchows Archiv für Pathologische Anatomie und Physiologie und für Klinische Medizin

Autore:
- Pathologie und Therapie der Muskellähmung, Vienna, 1858 (2ª ed., Lipsia, 1862);
- Die Vergiftung Durch Kohlendunst, Berlin, 1866;
- Gerichtsärztliche Gutachten, Erste Reihe, Brunswick, 1875;
- Gerichtsärztliche Praxis. Vierzig Gutachten, Vienna e Lipsia, 1881.